# ヒガシマル
株式会社ヒガシマルは、鹿児島県日置市伊集院町猪鹿倉に本社を置く飼料・製麺会社。クルマエビ養殖用配合飼料、養魚用配合飼料の大手メーカーである。即席麺や乾麺などの食品には「ヒガシフーズ」のブランドを用いる。麺類関連としてめんつゆなども製造する。福岡証券取引所に単独上場している銘柄のひとつである。

## 概要
1947年（昭和22年）3月、創業者の東清により創業。2001年（平成13年）6月には、通信販売事業を開始。2001年（平成13年）12月には食品事業で、2018年（平成30年）2月には水産事業で、それぞれISO 9001を認証取得している。
2011年（平成23年）1月には、愛知県田原市の「マリンテック株式会社」を、2012年（平成24年）7月には、横浜市磯子区の「コスモ食品株式会社」を、2013年（平成25年）7月には、大阪市平野区の「株式会社向井珍味堂」を、2014年（平成26年）11月には、東京都中央区の「永屋水産株式会社」を、2015年（平成27年）8月には、鹿児島県奄美市の「奄美クルマエビ株式会社」を、2016年（平成28年）7月には、富山県南砺市の「株式会社なかしま」を連結子会社化。2017年（平成29年）11月には、沖縄県国頭郡に「株式会社ヤンバル琉宮水産」を設立した。
ちなみに、「ヒガシマル」の商標は、兵庫県のヒガシマル醤油株式会社が1949年から先有使用しているものであり、現在もヒガシマル醤油の登録商標である。兵庫のヒガシマル醤油と鹿児島のヒガシマルは完全に無関係な会社である。

### 食品事業
「食品営業部」「食品製造部」で構成されている。食品事業では、1966年（昭和41年）9月には、即席麺の工場を新設して、即席麺事業へ参入。1980年（昭和55年）3月には、九州では初となる「ストレートめんつゆ」の開発および販売を開始して、めんつゆ事業へ参入。製麺事業を中心として、皿うどん、乾麺などの製造と販売を行っており、業務用やプライベートブランドなども取り扱う。かつては、下請けとして大手メーカーの即席麺を主に製造していた期間もある。
乾麺では、鹿児島県が消費量で日本一と言われている素麺をはじめ、ひやむぎ、うどん、蕎麦を製造。袋麺では、ラーメンやちゃんぽん、カップ麺同様のカップ食品では、皿うどん、五穀スープ、粥を製造。うどん・そば用粉末スープ、そば粉、フレークタイプのカレールー、16種類の素材を配合したインスタント麦茶なども製造している。ちなみに、カップ麺の皿うどんについては湯を注ぐ量を約3分の1にして作ることで、同社の袋麺のようにとろみがしっかり付いた餡の皿うどんになるため、お勧めの食べ方として紹介されている。
2017年（平成29年）4月7日からは、鹿児島県にある株式会社Funfairのライセンスに基づき、輸出規制をクリアして、なおかつ宗教上の理由がある人や完全菜食主義の人も食べられるよう、魚介由来成分なども含めた動物性由来原料、アルコール、化学調味料、合成着色料、香料、保存料を使用しておらず、カロリーも低めで野菜と一緒がおいしい、味噌ベースで少しラー油が効いたスープのノンフライの棒状即席ラーメン「侍ラーメン（金箱）」を製造。2017年（平成29年）6月1日からは金箱を袋麺にした「侍ラーメン（白）」も製造。2019年（令和元年）5月7日からは、東洋の菜食主義者と呼ばれる人も安心して食べられるよう、金箱や白で使用していない上述の材料に加え、仏教で避けるべきとされている食材・三厭五葷に該当する臭みが強い野菜のネギ、タマネギ、アサツキ、ニラ、ラッキョウ、ニンニクを使用せず、味噌、醤油、ゴマがベースで白に比べ辛みを抑えたスープの「侍ラーメン（赤）」も製造しており、ネット通販、業務スーパー、伊集院駅前の日置市観光協会アンテナショップをはじめ、様々な店頭で販売されている。
鹿児島県の高校ともコラボしており、公式ウェブサイトには本社の近隣に位置する鹿児島城西高等学校調理科が手掛けた、鹿児島県産の農水産物とヒガシマルの商品を使用した共同開発商品レシピも2020年（令和2年）7月から掲載している。2020年（令和2年）10月2日には、鹿児島県立鹿児島水産高等学校食品工学科とのコラボで、2015年（平成27年）に当時2年生だった生徒゙の想いから始まり、イベントでの販売や振る舞いにおける客の反応から試行錯誤しつつ、学校が2018年（平成30年）に文部科学省のスーパー・プロフェッショナル・ハイスクールの指定を受けてからは、枕崎市の防災備蓄食品としての開発も絡め、2020年（令和2年）3月からはヒガシマルの協力を受けながら、試食してスープの改良を重ね、パッケージも3年生がアイデアを出し合った、枕崎産かつお節に昆布だしと塩であっさり味なスープの棒状即席袋麺「枕崎かつおラーメン和風しお味」を製造販売しており、いおワールドかごしま水族館、枕崎市の枕崎お魚センター、南薩地域地場産業振興センター、ホームセンターモア枕崎市店などで購入できるほか、枕崎市ふるさと納税の返礼品にもなっている。ちなみに、かごしま水族館では2019年（令和元年）12月13日から、ジンベエザメ、イルカ、チンアナゴがイラストのパッケージで、海老と塩味にチキンの旨みを加えたスープの限定商品「えびしおらぁめん」を、ヒガシマルが製造販売している。

### 水産事業
「飼料営業部」「飼料製造部」「飼料研究部」「品質管理部」「海外事業部」で構成されている。水産事業では、1975年（昭和50年）に日本で初となるクルマエビ用配合固形飼料を実用化。1976年（昭和51年）9月、水産養殖用配合飼料の工場を新設して製造と販売を行い、水産事業へ参入。1981年（昭和56年）5月には、養魚用配合飼料開発の目的で農林水産省の補助を受け、鹿児島県水産試験場から飼料実証試験事業を継承し、鹿児島市にヒガシマル水産研究機関の研究所が完成。1985年（昭和60年）1月には、ブリおよびハマチ用配合飼料の開発、生産、販売を開始。各種養魚用配合飼料などの製造および販売も行う。
配合固形飼料は、生き餌と比較して品質が安定しており、運搬や保管や給餌も容易で、水質汚染の防止効果も高いなど養殖には利点が多く、各種天然ポリフェノール類を配合したもの、色調改善、病害感染症や寄生虫症に対する抵抗力の向上などの機能性も併せ持ったものなど、幼生や仔魚用の初期飼料も含めた様々な養殖用魚類の配合固形飼料を、ヒガシマルは世界19カ国に輸出しており、成長、歩留まり、活力向上、耐病性、使い勝手などの機能性も考慮した、既存飼料の改良や新規飼料の研究開発力や、養殖の技術指導まで含めたサポート体制から、水産事業は売上高の7割以上を占めるまでになっている。
中でもクルマエビ用配合固形飼料類については、長年培った経験に基づいた研究開発と品質改良による、高い品質と性能により、低価格、成長促進、安定成長、感染症対策といった目的別に豊富な種類で、事業参入から国内シェア第1位を維持し続けている。かつて、クルマエビの養殖は生き餌によって行われていたため、鹿児島県の離島から沖縄にいたる、生き餌の入手が困難な南の地域ではクルマエビの養殖は不可能とされていたが、ヒガシマルがクルマエビ用配合固形飼料の市販を開始して普及したことで、これらの地域でも養殖の生産が盛んになり、クルマエビ養殖の発展に大きく貢献した。また、ハマチの養殖についても、安価で成長効果が高い配合固形飼料の開発にヒガシマルが成功したことで、大量の生き餌が必要だったことよる海洋汚染などの問題も改善している。

## 沿革
- 1947年（昭和22年）3月 - 製粉、製麺、精米業を創業。
- 1953年（昭和28年）3月 - 有限会社東製粉工場を設立し、製麺業に参入。
- 1968年（昭和43年）1月 - 有限会社ヒガシマル食品工業に商号変更。
- 1979年（昭和54年）10月 - 株式会社ヒガシマルを設立し、有限会社ヒガシマル食品工業より全営業を譲受。
- 1998年（平成10年）3月 - 福岡証券取引所に株式を上場。
- 2001年（平成13年）8月 - 株式会社小川食品商事を吸収合併し、神奈川県川崎市に関東営業所を開設[注釈 4]。
- 2006年（平成18年）12月 - 株式会社島原素麺本舗を吸収合併[10]。

## 事業所
- 臨海研究所（鹿児島県いちき串木野市）[注釈 5]
- 沖縄営業所（沖縄県糸満市）[注釈 6]
- 四国営業所（愛媛県宇和島市）[注釈 7]
- 福岡営業所（福岡県大野城市）[注釈 8]
- 東京営業所（東京都大田区）[注釈 9]
- 大阪営業所（大阪府枚方市）

## 工場
- 本社工場（鹿児島県日置市[注釈 10]）
- 鹿児島工場（鹿児島県鹿児島市）[注釈 11]
- 串木野工場（鹿児島県いちき串木野市）[注釈 12]

## ヒガシマル開発
有限会社ヒガシマル開発は、ヒガシマルの飲食レジャー業務を請け負う企業で、回転式そうめん流しが主力メニューの「そうめん流し宮田石」、温泉施設「せせらぎの湯 花水木」など、陶芸が盛んな東市来町美山に近い場所にある伊集院町大田の店舗を経営。1992年（平成4年）4月に、ヒガシマルが有限会社ヒガシマル開発へ、1969年（昭和44年）に開設された「そうめん流し宮田石」などの飲食レジャー部門の営業を譲渡することで誕生した。
そうめん流し宮田石では、マスの塩焼き、鯉の洗い、鯉こくなども提供され、食材は自社の「花水木ファーム」で育てた卵や、化学肥料や農薬を極力使用せず育てた米や野菜を使用しており、平日限定の日替わり昼食「花水木ランチ」も行っている。また、寒くなる冬は海鮮料理なども提供される牡蠣小屋として営業する年もある。
2004年（平成16年）11月にオープンした「せせらぎの湯 花水木」は、春は桜、夏は森林浴、秋の11月中旬から下旬頃には、河川両岸にある紅葉園で約2千本の紅葉が楽しめる木々に囲まれた場所で、腰掛湯の露天風呂や立ったまま湯につかる深湯の露天風呂からは、真横を流れる神之川を見渡すことができ、内湯、ジェットバス、低周波風呂、浴場内足湯、水風呂がある大浴場は、大きな窓があり天井が高く開放的で、サウナや坪庭付きの貸切露天風呂もあり、全て源泉100％掛け流しで泉質は仄かに硫黄の香りがするアルカリ性単純温泉なため、さらりとした湯で肌がすべすべになる。旅行情報誌『九州じゃらん』2006年（平成18年）9月号では、読者が選ぶ九州の貸し切り温泉ランキングで総合1位の座に輝いた。
他に、ボディケアを行うリフレサロンも併設されており、駐車場には「花水木神社」という小さな神社も設置されているほか、敷地内に架けられた吊り橋の先にはグラウンド・ゴルフ場もある。かつては、「宮田石遊園地」「ジョイフルランド宮田石」などの名称でCMも放送し、敷地内にはプールのほか、吊り橋の先にはミニゴルフ場、釣り堀、ゴーカートもあった。
日置市東市来町まで続いている真横を流れる神之川には、水流により自然研磨され、古潭質で光沢が強い観賞用の水石であり、南の神居古潭石とも呼ばれ珍重されている「宮田石」が転がっており、そうめん流し宮田石の建物近くには、「宮田石」と書かれた木製の箱に数個の宮田石が、観賞用として入れられている。宮田石は、岩手県にある衣川の「菊花石」、京都府にある鴨川の「盆石」と並んで日本三大名石と呼ばれていた。